# Pekingská pedagogická univerzita
Pekingská pedagogická univerzita (čínsky v českém přepisu Pej-ťing š’-fan ta-süe, pchin-jinem Běijīng Shīfàn Dàxué, znaky zjednodušené 北京师范大学, tradiční 北京師範大學) je univerzita s hlavním sídlem v Pekingu, hlavním městě Čínské lidové republiky. Byla založena v roce 1902 z podnětu vlády říše Čching. Má přes dvacet tisíc studentů, z toho přibližně polovinu postgraduálních, a přibližně dva tisíce profesorů.
Hlavní kampus univerzity je v pekingském obvodě Chaj-tien. Druhý kampus byl otevřen v roce 2002 ve vzdálené městské prefektuře Ču-chaj v provincii Kuang-tung.
Mezi významné absolventy patří Mo Jen, držitel Nobelovy ceny za literaturu za rok 2012 a Liou Siao-po, držitel Nobelovy ceny za mír za rok 2010.